# ローラースルーGOGO

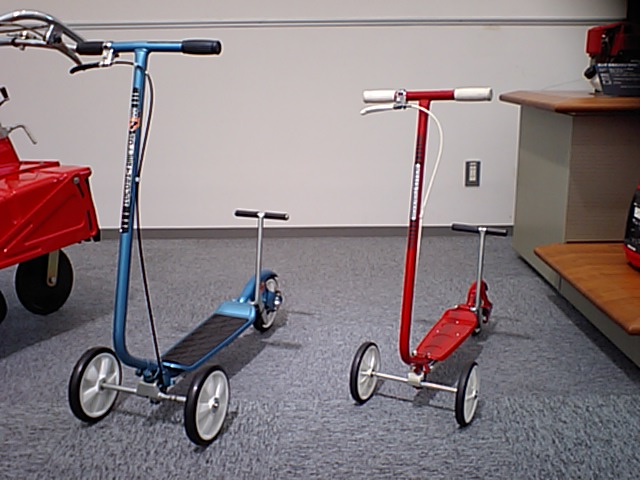
ホンダコレクションホールに展示されているローラースルーGOGO（右）と同7

ローラースルーGOGO（ローラースルーゴーゴー）とは1974年（昭和49年）に日本で発売された乗用玩具。報道などでは「ローラースルー」と表記された。

## 概要
スケートボードを乗りやすくしたレジャー用品として考案され、開発は本田技研工業、製造は系列部品メーカーおよび外部の自転車部品メーカー、販売はホンダの陸上向け商品を手掛けるアクト・エルが行った。商品名の「ローラースルー」は「通り抜ける」の意味を込められた造語であり、「GOGO」は軽快な乗り心地、当時流行のゴーゴーダンス、5,500円の本体価格（「五」が二つ）にちなんで付けられている。1976年（昭和51年）1月1日には、対象年齢を上げたローラースルーGOGO7（ローラースルーゴーゴーセブン）も7,700円で発売された。
アクト・トレーディング（現・ホンダトレーディング）がアメリカへの輸出も行い、GOGOはKick'N Go。GOGO7はKick'N Go Seniorの名で販売されていた。
最盛期には月産10万台のヒット商品となり、1974年の発売以来100万台が生産されたが、1976年に死亡事故が相次いだ後、批判が高まり製造を終了した。

## 構造

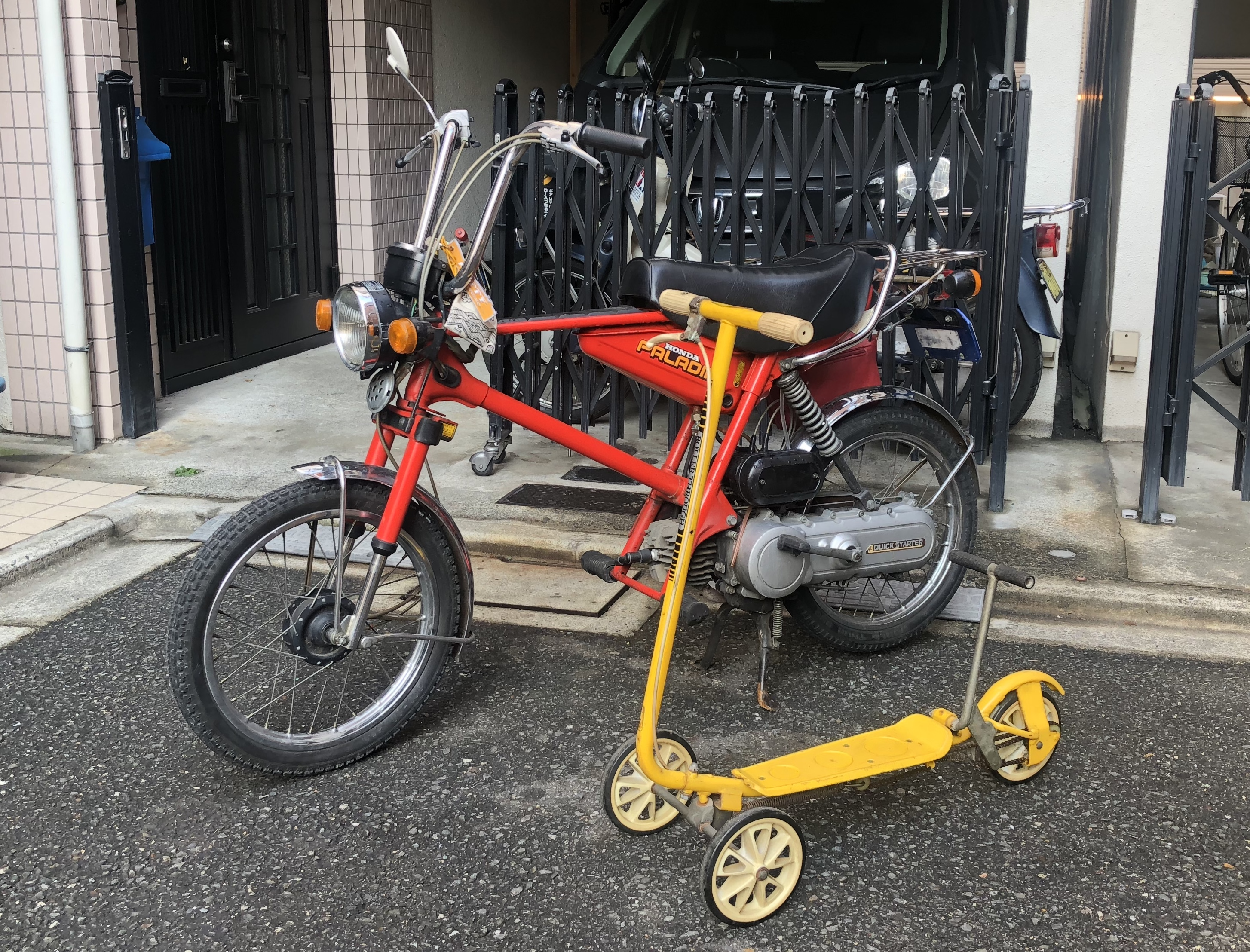
ローラースルーGOGO

のちのキックボードと同様の車輪構成で、前二輪、後一輪の計三輪。プラスチックの車輪にソリッドラバータイヤを着けており、ブレーキレバーを握ると後輪のタイヤ表面に鉄のパッドを押し当てて制動する。自転車と似たハンドルを備えるが、フレームに固定されているので左右の体重移動のみで進行方向を変える。デッキ後方にはばねの力で戻るペダルが付いており、これを片足で踏み、自転車同様に後輪のスプロケットをチェーンで駆動して進む。チェーンはベンリィCB50などのエンジンのカムチェーン（と同じサイズ）。地面を蹴って進むこともできるが、後輪が逆方向には空転しないので後退はできない。
GOGOは45 kg (99.2 lb)の体重制限があり、これはおおよそ当時の中学2年生の平均を反映したものである。1976年（昭和51年）には強度を増し体重制限を60 kg (132.3 lb)まで上げた年長者・大人向けのGOGO7を発売し、アメリカでもKick 'n Go seniorの名前で、GOGOを二輪化したKick 'n Go 2とともに発売された。

## 流行
この玩具は自転車ほどではないにせよ結構スピードが出る上に当時は健康ブームの到来で「面白いレジャースポーツ用器機」と注目されたことから、同社への「もっと上の年齢層も乗れる製品を」という声もあり1976年には車輪を強化して全体的に一回りほど大型化したGOGO7を発売、こちらも発売前から大変な注目を集めた。
当時はテレビなどで盛んにコマーシャルが流れるなどしており、ナレーションは当時のホンダ車のCM同様に城達也が務めた。また当時のドラマ『少年探偵団 (BD7)』でも印象的に使われていた。のちの『ちびまる子ちゃん』にも同製品が登場、作者であるさくらももこ自身の少女時代をモデルにした主人公も欲しがっている。
なお新幹線の東京 - 新大阪間運賃が当時5,510円という時代で、またテレビゲーム流行以前で子供に数千円もするような玩具を買う機会も滅多になかったことから、児童向けとしてはそれなりに高価で憧れの玩具であった。この流行当時、これらを持っていた子供らやその友達はこの玩具を庭先や公園・路地裏などで替わりばんこにひたすら乗り回したりして、時間を忘れて遊ぶ様子が日本各地で見られた。また当時の流行の例に漏れず、幾つものコピー商品も発売されている。

### ブームの終息
このように急速に社会に流行したローラースルーGOGOだが、日本ではこれに乗って公園や路地裏はなおのこと交通量の多い公道で遊ぶ児童も後を絶たず、1976年の2月25日に6歳の幼稚園児が、同年3月2日には3歳の幼児がそれぞれトラックにひかれて死亡する事故が続けて2件発生し報道で「死のローラースルー」などと取り沙汰された。
当時の日本における道路事情は、高度経済成長以降の安定成長期の中で地方都市でも建設ラッシュが起こり、歩道やガードレールもない狭い路地をダンプカーが走り回ることもままあったことから、全国的に児童の飛び出しや左折時の巻き込まれによる事故は多発していた。加えて地方都市では歩道の整備の遅れによって他の交通事故も多発、「交通戦争」という語が用いられていた。1975年（昭和50年）はこのピークが少し過ぎた程度で、まだまだ地方市町村では道路の安全整備は等閑となっており、児童が安心してこのような乗り物に乗って遊べる児童公園のような施設整備が進むのはさらに数年 - 十数年後のことである。
日本では1971年（昭和46年）に玩具業界の日本玩具協会が「玩具安全マーク制度（STマーク）」を開始、社会的にも「玩具の安全性」が注目され始めた時代でもあったため、危険を訴える報道に児童の保護者が反応、突然売上が途絶えた。当時、日本では製造物責任法（PL法）などはまだなかったため、メーカー側の開発者は事故原因究明のために警察で保管されていた事故車体をチェックをすることはできなかった。
この時、発売開始されたばかりのGOGO7も殺到していた注文が途絶え、このため日本国内では少数しか出まわらなかった。
突然の流行によって街に溢れたローラースルーGOGOは当時の警察にとっても交通安全の上で見過ごせない要素となっており、2件目の事故発生直後に乗り物としての安全性を疑問視して、製品の構造の調査を開始した。警察ではローラースルーGOGOを2週間にわたって調べ、幼児には危険だが構造上に問題はないという見解に至ったものの、ローラースルーは法令で禁止されている「交通が頻繁な道路で球技、ローラースケート、これに類する行為」に該当すると判断。道路から閉め出すこととし、子どもが道路上でローラースルーで遊んでいた場合は警察官が指導を徹底することを決めた。こうしたことから、ついに人気が回復することなく注文は途絶えたままとなり、流行は突然に終息を迎えた。
この市場崩壊で発売元では販売継続を断念し、製造中止となった。このとき売れ残った製品は既に“Honda Kick'N Go”として販売していた米国への輸出に振り向けられた。

### その後
当時の子供文化では大変人気があり所有することはちょっとしたステータスでもあったが、関連市場を形成する前に社会的圧力によって消えた玩具であった。
しかし丈夫で単純な構造であったことや、また一頃は相当数が一般の家庭などに販売されたことから、現在でもレストアして乗る個人も見られ、またたのみこむでは再発売を求める声も見られる。
1990年代にはフジテレビの深夜番組『1or8』で東京から金沢まで行くという企画が放送された。
2017年のジュネーヴ国際モーターショーに出展されたホンダ・NeuVの装備の一部として電動スクーターが紹介された。外見は現代的だが、前輪2輪・後輪1輪というデザインはまさにローラースルーGOGOそのものである。

## 類似商品
流行当時に発生した模倣商品は2000年代にも「キックスケーター・ボラーレ」等の商品名で流通していた。2000年代のキックスケーター流行の折にはKick'N Go 2同様のペダル推進式二輪スクーターも登場しており、バンダイでも2004年（平成16年）に「GO2 Slider（ゴーゴースライダー）」の商品名で発売を予告していた。
アメリカではBravo Sports社がPulse Performance Products名義で2008年（平成20年）に、ペダル付き二輪スクーターをホンダと同じ「Kick'N Go」の名で発売。日本でも2009年（平成21年）に「キックンゴー」として発売された。アメリカでホンダが登録していた「KICK'N GO」の商標（登録1124278号）は1986年（昭和61年）に失効しており、2007年（平成19年）にBravo関係者らしき人物から再申請が行われていたが（第77141535号）2009年に未登録のまま破棄され、Pulseの商品名からも「Kick'N Go」が外された。「kickngo」の文字を含んでいた公式サイトのURLも、新しいサイトへのリダイレクトとなっている。
Pulseの日本上陸後、日本のキックスケーター大手・ジェイディジャパンも同様の製品を「JスルーGOGO」の名で2009年に発売した。同社は「ローラースルーGOGO」の商標も2007年に取得している（登録5083944号）。
なお、映画監督の円谷英二は学生時代の1919年に“自動スケートという足踏みギアのついた三輪車”を考案して特許を取得し、内海玩具製作所から商品化された。